# Le Cellier
Le Cellier là một xã thuộc tỉnh Loire-Atlantique, trong vùng Pays de la Loire ở phía tây nước Pháp. Xã này có diện tích 35,99 km2. Theo điều tra dân số năm 1999 của INSEE, xã có dân số 3448 người.